# Jorge Norero
Jorge Alberto Norero González (Guayaquil, 10 de mayo de 1955) es un empresario y político ecuatoriano. Se desempeñó como alcalde de Guayaquil entre 1985 y 1986.

## Biografía
Nació el 10 de mayo de 1955 en Guayaquil, provincia del Guayas. Realizó sus estudios secundarios en el colegio San José La Salle. Cursó estudios universitarios en la Universidad Católica de Santiago de Guayaquil.

### Alcaldía de Guayaquil
Fue alcalde de la ciudad de Guayaquil entre 1985 y 1986, tras haberse postulado como candidato a concejal por parte del Frente Radical Alfarista, obteniendo un puesto en el Concejo Cantonal y siendo electo vicealcalde; el abandono del cargo de alcalde por parte de Abdalá Bucaram permitió que por mandato de la ley,  ocupe el puesto de alcalde de Guayaquil.

### Trayectoria posterior
En 1992, se desempeñó como Asesor y Planificador militar en la Academia de Guerra Naval, fue crítico de la postulación a la alcaldía (exitosa en última instancia), del líder de los socialcristianos León Febres-Cordero Ribadeneyra, a quien gran parte de la población voceaba como “salvador de Guayaquil”. “No quiero pensar que la salvación sea Febres Cordero. La salvación somos todos los que vivimos en Guayaquil".
Durante el gobierno de Lucio Gutiérrez prestó sus servicios como asesor general de la Marina Mercante y también ocupó cargos de elección popular.
Posteriormente se postuló a la vicepresidencia del Ecuador junto al empresario Marcelo Aguinaga por el movimiento Conciliación Nacional en el 2006, binomio que fue descalificado.
En el 2016, encabezó la lista de aspirantes a asambleístas nacionales por el Partido Centro Democrático para las elecciones legislativas de 2017, aunque no resultó elegido.